# Vladilovci
Vladilovci (makedonska: Владиловци) är en ort i Nordmakedonien. Den ligger i kommunen Čaška, i den centrala delen av landet, 60 kilometer söder om huvudstaden Skopje. Vladilovci ligger 451 meter över havet och antalet invånare är 135.